# Santa Ana de Yusguare
Santa Ana de Yusguare est une municipalité du Honduras, située dans le département de Choluteca. Elle est fondée en 1791.

## Villages
La municipalité de Santa Ana de Yusguare, comprend 29 hameaux et les 7 villages suivants :
- Santa Ana de Yusguare (chef-lieu de la municipalité)
- La Tajeada
- Tablones Arriba
- Tablones Abajo
- El Cerro
- La Permuta
- El Divisadero
- El Puente
- Los Zorrillos
- Pueblo Nuevo

## Source de la traduction
- (en)/(es) Cet article est partiellement ou en totalité issu des articles intitulés en anglais « Santa Ana de Yusguare » (voir la liste des auteurs) et en espagnol « Santa Ana de Yusguare » (voir la liste des auteurs).